# Tamayomi
Tamayomi (球詠) est une série de manga sur le baseball écrite par Mountain Pukuichi et pré-publiée dans le magazine Manga Time Kirara Forward depuis avril 2016 et éditée par Hōbunsha. La série comporte à ce jour dix volumes en format tankōbon.
Une adaptation en une série télévisée d'animation réalisée par le studio Studio A-Cat a été diffusée du 1er avril 2020 au 17 juin 2020.

## Synopsis
On suit -- dans l'adaptation animée -- une équipe de base-ball de lycéenne, à travers les premiers matchs de la saison, jusqu'à la fin des matches de qualifications. L'équipe se constitue d'une majorité de première années, dont les deux personnages principales : la lanceuse et la receveuse qui sont très fortes. Il y a également 2 ou 3 filles plus âgées qui au début de l'année pensent à fermer le club par dépit, il me semble.

On suit donc la construction de l'équipe, l'affermissement des liens entre les filles et leur regroupement autour de leur envie commune : aller au tournoi de base-ball. 

## Personnages
Yomi Takeda (武田 詠深, Takeda Yomi)
Voix japonaise : Kaori Maeda
Tamaki Yamazaki (山崎 珠姫, Yamazaki Tamaki)
Voix japonaise : Satomi Amano
Nozomi Takamura (中村 希, Takamura Nozomi)
Voix japonaise : Ruriko Noguchi
Sumire Fujita (藤田 菫, Fujita Sumire)
Voix japonaise : Marie Hashimoto
Risa Fujiwara (藤原 理沙, Fujiwara Risa)
Voix japonaise : Airi Eino
Ryō Kawasaki (川﨑 稜, Kawasaki Ryō)
Voix japonaise : Rina Kitagawa (en)
Ibuki Kawaguchi (川口 息吹, Kawaguchi Ibuki)
Voix japonaise : Miyu Tomita
Rei Okada (岡田 怜, Okada Rei)
Voix japonaise : Yume Miyamoto (en)
Shiragiku Ōmura (大村 白菊, Ōmura Shiragiku)
Voix japonaise : Rina Honnizumi (en)
Yoshino Kawaguchi (川口 芳乃, Kawaguchi Yoshino)
Voix japonaise : Nao Shiraki
Kyōka Fujii (藤井 杏夏, Fujii Kyōka)
Voix japonaise : Haruka Yoshimura (en)

## Manga
Le manga est pré-publié dans le magazine Manga Time Kirara Forward depuis avril 2016 et édité par Hōbunsha. La série comporte à ce jour dix volumes en format tankōbon.

### Liste des volumes
| no | Japonais          | Japonais          |
| no | Date de sortie    | ISBN              |
| -- | ----------------- | ----------------- |
| 1  | 11 novembre 2016  | 978-4-8322-4767-3 |
| 2  | 12 juin 2017      | 978-4-8322-4844-1 |
| 3  | 11 janvier 2018   | 978-4-8322-4908-0 |
| 4  | 12 juillet 2018   | 978-4-8322-4960-8 |
| 5  | 12 mars 2019      | 978-4-8322-7075-6 |
| 6  | 12 septembre 2019 | 978-4-8322-7117-3 |
| 7  | 10 avril 2020     | 978-4-8322-7184-5 |
| 8  | 12 juin 2020      | 978-4-8322-7196-8 |
| 9  | 12 mars 2021      | 978-4-8322-7258-3 |
| 10 | 9 septembre 2021  | 978-4-8322-7303-0 |

## Anime
Une adaptation en une série télévisée animée a été annoncée dans le numéro d'août de Manga Time Kirara Forward le 24 juin 2019. La série est animée par le studio Studio A-Cat et réalisée par Toshinori Fukushima, avec Touko Machida en tant que scénariste. Koichi Kikuta s'occupant du design des personnages. 
La série est diffusée du 1er avril 2020 au 17 juin 2020 sur AT-X, ABC, Nayoga TV, Tokyo MX et KBC. Wakanim possède les droits de diffusion en France et effectue le sous-titrage des épisodes en français.
Le générique d'ouverture est Never Let You Go interprété par Naho, tandis que le générique de fin est Plus Minus Zero Rule (プラスマイナスゼロの法則, Plus Minus Zero no Hōsoku) interprété par les doubleuses de l'équipe de baseball de Shin Koshigaya.

### Liste des épisodes
| No | Titre français                   | Titre japonais         | Titre japonais                 | Date de 1re diffusion |
| No | Titre français                   | Kanji                  | Rōmaji                         | Date de 1re diffusion |
| -- | -------------------------------- | ---------------------- | ------------------------------ | --------------------- |
| 1  | Des retrouvailles fatidiques     | 運命の再会             | Unmei no Saikai                | 1er avril 2020        |
| 2  | Jouons au baseball ensemble      | 一緒に野球やりましょう | Issho ni yakyū yarimashō       | 8 avril 2020          |
| 3  | Emmène-moi là-bas                | 私を連れていってよ     | Watashi otsureteitteyo         | 15 avril 2020         |
| 4  | Le lancer de la promesse         | 約束のあの球           | Yakusoku no Anotama            | 22 avril 2020         |
| 5  | En avant !! La série de défaites | ススメ!!泥沼連敗街道   | Susume!! Doronuma renpai kaidō | 29 avril 2020         |
| 6  | Ne pas perdre espoir...          | 希望を胸に……           | Kibō o muneni……                | 6 mai 2020            |
| 7  | Le ciel nocturne après la pluie  | 雨上がりの夜空に       | Ameagari no Yozora ni          | 13 mai 2020           |
| 8  | À partir de zéro                 | ゼロから               | Zero kara                      | 20 mai 2020           |
| 9  | Changer le cours du match        | 流れの作り方           | Nagare no Tsukurikata          | 27 mai 2020           |
| 10 | Montrons-leur qui nous sommes    | 見せつけてやろう       | Misetsukete yarou              | 3 juin 2020           |
| 11 | Le niveau de la coupe            | これが全国レベル       | Kore ga zenkoku reberu         | 10 juin 2020          |
| 12 | Lançons sans regrets             | 悔いなく投げよう       | Kuinaku nageyou                | 17 juin 2020          |

### Annotations
1. ↑  Les titres français de l'adaptation en anime proviennent de Wakanim.

### Œuvres
Édition japonaise
Tamayomi Manga
1. 1 2  (ja) « 球詠 (1) », sur Amazon (consulté le 17 octobre 2020)
2. 1 2  (ja) « 球詠 (2) », sur Amazon (consulté le 17 octobre 2020)
3. 1 2  (ja) « 球詠 (3) », sur Amazon (consulté le 17 octobre 2020)
4. 1 2  (ja) « 球詠 (4) », sur Amazon (consulté le 17 octobre 2020)
5. 1 2  (ja) « 球詠 (5) », sur Amazon (consulté le 17 octobre 2020)
6. 1 2  (ja) « 球詠 (6) », sur Amazon (consulté le 17 octobre 2020)
7. 1 2  (ja) « 球詠 (7) », sur Amazon (consulté le 17 octobre 2020)
8. 1 2  (ja) « 球詠 (8) », sur Amazon (consulté le 17 octobre 2020)
9. 1 2  (ja) « 球詠 (9) », sur Amazon (consulté le 21 avril 2021)
10. 1 2  (ja) « 球詠 (10) », sur Amazon (consulté le 23 août 2021)